# Match des Étoiles de la Ligue majeure de baseball 2004
Le match des Étoiles de la Ligue majeure de baseball 2004 (2004 MLB All-Star Game) est la 75e édition de cette opposition entre les meilleurs joueurs de la Ligue américaine et de la Ligue nationale, les deux composantes de la MLB.
L'événement s'est tenu le 13 juillet 2004 au Minute Maid Park, antre des Houston Astros.

## Home Run Derby

Logo Home Run Derby 2004

| Minute Maid Park, Houston -- A.L. 47, N.L. 41 | Minute Maid Park, Houston -- A.L. 47, N.L. 41 | Minute Maid Park, Houston -- A.L. 47, N.L. 41 | Minute Maid Park, Houston -- A.L. 47, N.L. 41 | Minute Maid Park, Houston -- A.L. 47, N.L. 41 | Minute Maid Park, Houston -- A.L. 47, N.L. 41 |
| Joueur                                        | Équipe                                        | Round 1                                       | Semis                                         | Finals                                        | Totals                                        |
| --------------------------------------------- | --------------------------------------------- | --------------------------------------------- | --------------------------------------------- | --------------------------------------------- | --------------------------------------------- |
| Miguel Tejada                                 | Baltimore                                     | 7                                             | 15                                            | 5                                             | 27                                            |
| Lance Berkman                                 | Houston                                       | 7                                             | 10                                            | 4                                             | 21                                            |
| Rafael Palmeiro                               | Baltimore                                     | 9                                             | 5                                             | –                                             | 14                                            |
| Barry Bonds                                   | San Francisco                                 | 8                                             | 3                                             | –                                             | 11                                            |
| Sammy Sosa                                    | Chicago (N)                                   | 5                                             | –                                             | –                                             | 5                                             |
| Jim Thome                                     | Philadelphia                                  | 4                                             | –                                             | –                                             | 4                                             |
| Hank Blalock                                  | Texas                                         | 3                                             | –                                             | –                                             | 3                                             |
| David Ortiz                                   | Boston                                        | 3                                             | –                                             | –                                             | 3                                             |